# Electrical Computer Aided Engineering
Als Electrical Computer Aided Engineering (abgekürzt ECAE oder E-CAE) bezeichnet man die Computerunterstützung von Arbeitsprozessen in der Elektrotechnik. Sie bildet eine Spezialisierung des computer-aided engineering auf elektrotechnische Vorgänge.

## Entstehung
Entstanden ist das ECAE aus dem computer-aided design. Mit seinen zahlreichen logischen Verknüpfungen geht es weit über die ursprüngliche reine Grafik-Funktionalität der ersten CAD-Systeme hinaus. Mit ECAE-Software (auch ECAE-Tool oder -Werkzeug) können die elektrotechnischen Komponenten von Maschinen und Anlagen geplant, konstruiert, dokumentiert und gewartet werden, heute zum Teil sogar schon rein alphanumerisch, also ganz unabhängig von den grafischen Darstellungen.

## Umfang
So lassen sich beispielsweise Verdrahtungs-, Kabelwege- und Stromlaufpläne, Klemmleisten, I/O-Belegungen und passende Schaltschränke planerisch erstellen, bzw. Änderungen im Laufe des späteren Anlagenbetriebes dokumentieren. Viele Arbeitsschritte eines Planungs-Ingenieurs sind in den Werkzeugen bereits automatisiert.